# محمد شعيرة (بعدان)

تعديل مصدري - تعديل

محمد شعيرة محلة تابعة لقرية مزاحم، التابعة لعزلة حيسان بمديرية بعدان إحدى مديريات محافظة إب في الجمهورية اليمنية، بلغ تعداد سكانها 113 حسب تعداد اليمن لعام 2004.